# Верджил Місіджан
Верджил Місіджа́н (нід. Virgil Misidjan, ще відомий як Вура нід. Vura; нар. 24 липня 1993, Горле, Північний Брабант, Нідерланди) — суринамський футболіст, крайній правий нападник угорського клубу «Ференцварош» та національної збірної Суринаму. 
Також відомий виступами за клуби «Віллем II», «Лудогорець» та «Нюрнберг», а також юнацьку збірну Нідерландів (U-20).

## Життєпис

### Клубна кар'єра
Верджил Місіджан народився 24 липня 1993 року в місті Горле, провінції Північний Брабант, Нідерланди. До 2010 року Верджил виховувався в академії футбольного клубу «Віллем II», де й розпочав свою професіональну кар'єру. 10 серпня 2012 року нападник дебютував в основному складі проти футбольного клубу «НАК Бреда». Вийшовши у стартовому складі, Верджил відіграв усі 90 хвилин, але «трикольоровим» не вдалося виграти. Матч закінчився з рахунком 1:1. Наприкінці свого першого сезону в професіональному футболі 2011–2012 років «Віллем II» піднявся з другого дивізіону до першого у національному чемпіонаті Нідерландів, зігравши у міжлігових матчах. Щоправда, відігравши один сезон в «Ередивізі», «Віллем II» вилетів до другого дивізіону, а через деякий час команду покинув Місіджан, переїхавши до Болгарії за 700 тисяч євро. Загалом футболіст провів у нідерландському клубі 57 матчів, забивши 10 голів.
У тому ж 2013 році Верджил, 16 серпня, підписав контракт з болгарським клубом «Лудогорець» з міста Разград, що виступає у вищому дивізіоні болгарського чемпіонату, «Групі А». Свій дебютний матч у складі «орлів» Верджил відіграв 17 серпня 2013 року проти пловдивського «Локомотива». У тому матчі футболіст вийшов на 59-й хвилині, замінивши одного з лідерів команди, Міхаїла Александрова. «Орли» того дня виграли з рахунком 1:0. До речі, саме в тому сезоні, у складі болгарських чемпіонів, Місіджан дебютував у єврокубкових турнірах. Свій перший гол нідерландець забив у ворота команди з рідної країни, «ПСВ Ейндговен». 19 серпня 2013 року в Ейндговені пройшов матч між «фермерами» та «орлами». І хоч нідерландський клуб вважався фаворитом зустрічі, болгари виграли з рахунком 2:0.
Сезон 2023/24 Місіджан провів, граючи в аравійському «Аль-Таї». Та вже у 2024 році футболіст повернувся до Європи, де приднався до угорського «Ференцвароша».

### Збірна
Свій перший та єдиний матч за збірну Нідерландів Місіджан відіграв 22 березня 2013. Тоді в складі юнацької збірної (U-20) нідерландець дебютував на рівні збірних, вийшовши на початку другого тайму проти молодіжної збірної Сербії. У тому матчі «жовтогарячі» виграли з рахунком 2:1.
У 2024 році Верджил Місіджан прийняв громадянство Суринаму і 6 червня дебютував у складі національної збірної Суринаму.

## Статистика виступів
| Клуб                             | Ліга               | Сезон              | Чемпіонат | Чемпіонат | Кубок | Кубок | Єврокубки | Єврокубки | Інші змагання | Інші змагання | Інші змагання | Загалом | Загалом |
| Клуб                             | Ліга               | Сезон              | Ігор      | Голів     | Ігор  | Голів | Ігор      | Голів     | Назва         | Ігор          | Голів         | Ігор    | Голів   |
| -------------------------------- | ------------------ | ------------------ | --------- | --------- | ----- | ----- | --------- | --------- | ------------- | ------------- | ------------- | ------- | ------- |
| «Лудогорець»                     | А                  | 13-14              | 7         | 2         | 1     | 1     | 4         | 2         | -             | -             | -             | 12      | 5       |
| «Лудогорець»                     | Всього             | Всього             | 7         | 2         | 1     | 1     | 4         | 2         |               | 0             | 0             | 12      | 5       |
| «Віллем II»                      | ЕД                 | 13-14              | 2         | 0         | 0     | 0     | -         | -         | -             | -             | -             | 2       | 0       |
| «Віллем II»                      | Ередивізі          | 12-13              | 34        | 4         | 1     | 0     | -         | -         | БЕ            | 2             | 0             | 37      | 4       |
| «Віллем II»                      | ЕД                 | 11-12              | 18        | 6         | 0     | 0     | -         | -         | -             | -             | -             | 18      | 6       |
| «Віллем II»                      | Всього             | Всього             | 54        | 10        | 1     | 0     | 0         | 0         |               | 2             | 0             | 57      | 10      |
| Загалом за кар'єру               | Загалом за кар'єру | Загалом за кар'єру | 61        | 12        | 2     | 1     | 4         | 2         |               | 2             | 0             | 69      | 15      |
| Останнє оновлення 24 жовтня 2013 |                    |                    |           |           |       |       |           |           |               |               |               |         |         |

## Досягнення
- Чемпіон Болгарії (5):

«Лудогорець»: 2013-14, 2014-15, 2015-16, 2016-17, 2017-18
- Володар Кубка Болгарії (1):

«Лудогорець»: 2013-14
- Володар Суперкубка Болгарії (2):

«Лудогорець»: 2014, 2018
- Чемпіон Угорщини (1):

«Ференцварош»: 2024-25